# Гранд-тур Швейцарією

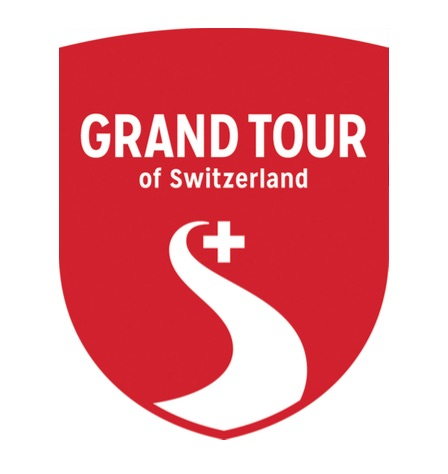
Логотип Grand Tour of Switzerland

Grand Tour of Switzerland (укр. Великий тур Швейцарією) — це туристичний маршрут через Швейцарію.

## Історія
За аналогією до Гранд-туру XVIII століття, у 2015 році Швейцарський туризм та приватна асоціація запустили Grand Tour of Switzerland. Мета полягає в тому, щоб полегшити індивідуальним туристам планування та здійснення подорожі Швейцарією на автомобілі чи мотоциклі. За зразок було взято знаменитий маршрут 66 у США.

## Маршрут та пам'ятки

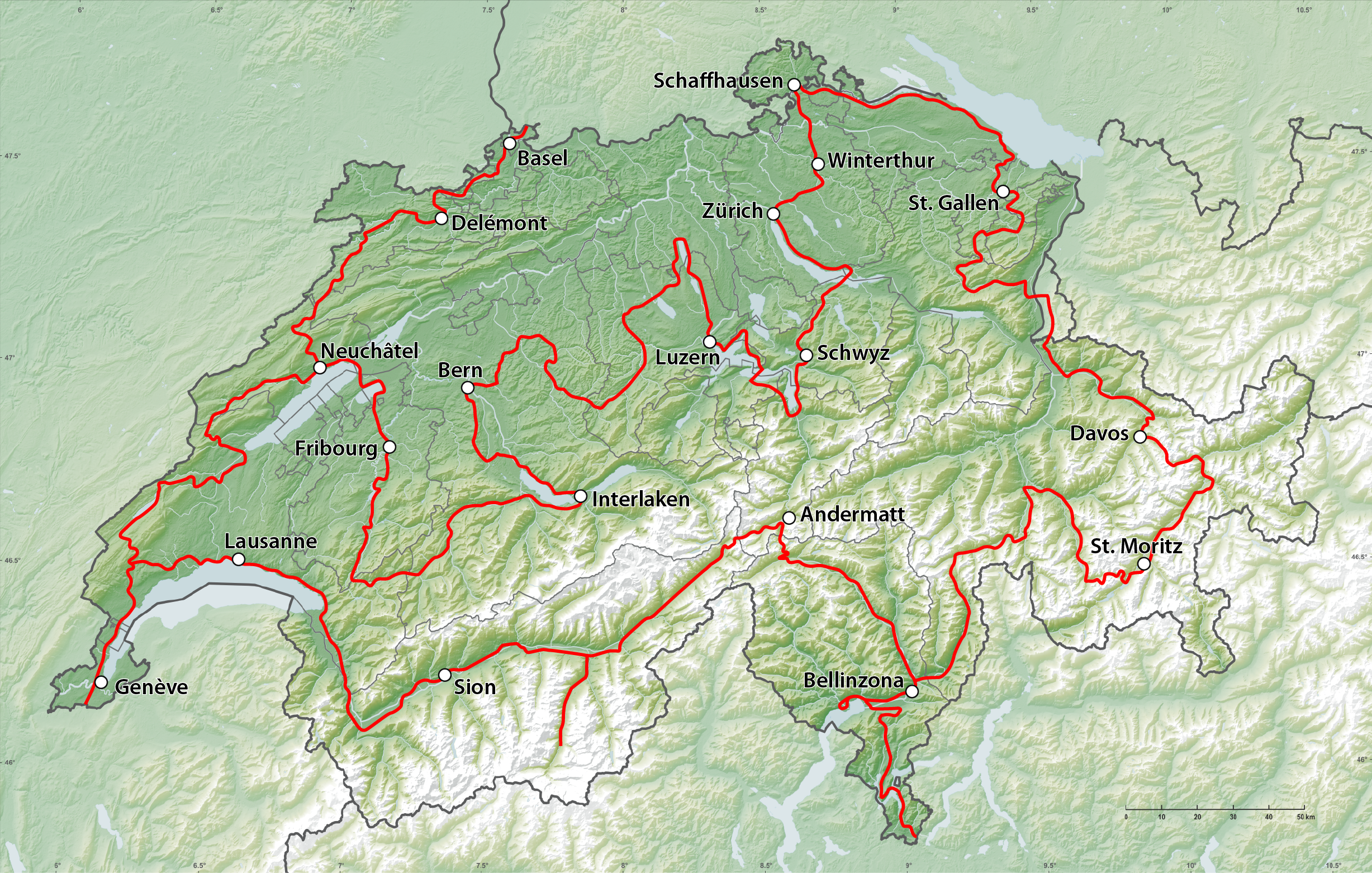
Мапа маршруту Grand Tour of Switzerland

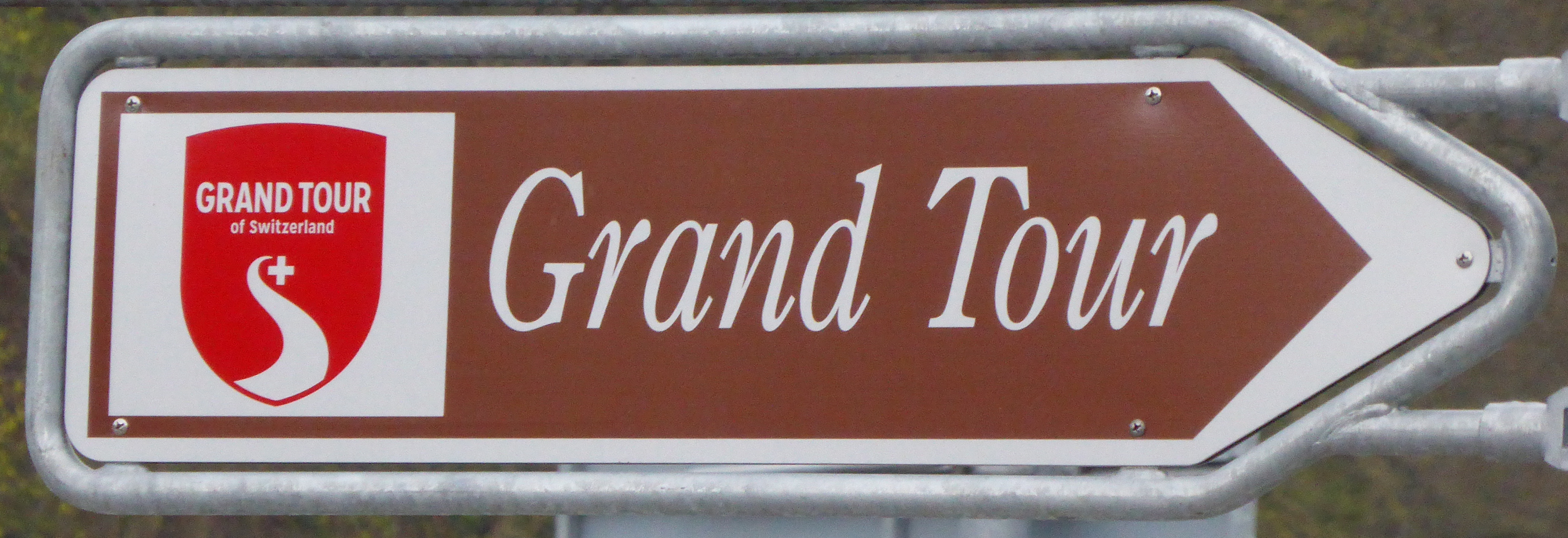
Вказівник Grand Tour of Switzerland

Тур пролягає на 1643 кілометри через усі регіони країни до 44 визначних пам'яток, з яких 11 є об'єктами Світової спадщини ЮНЕСКО, через 51 місто та вздовж 22 озер. Найвища точка Гранд-туру — перевал Фурка, 2429 м над рівнем моря, а найнижча — озеро Маджоре, 193 м над рівнем моря.
Для поїздки потрібно щонайменше сім днів, за умови щоденної їзди не менше п'яти годин. Оскільки тур проходить через п'ять альпійських перевалів, проїзд по всьому маршруту не гарантований протягом усього року. Поїздка відбувається по звичайній швейцарській дорожній мережі. З літнього сезону 2016 року Гранд-тур позначений офіційними коричневими вказівниками за годинниковою стрілкою. Перший з 650 вказівників був встановлений у жовтні 2015 року в Цюриху.
Важливими історичними зупинками є Базель, Берн, Люцерн, Цюрих, Шаффгаузен, Санкт-Галлен та Женева.
Мальовничі місцевості включають Брієнцьке озеро, Фірвальдштеттське озеро, Рейнський водоспад, Аппенцеллерланд, Давос, Енгадін зі Швейцарським національним парком, Тічино, Аскона, регіон Алеч, Церматт з Маттергорном, Лаво та Кре-дю-Ван. Серед визначних пам'яток варто відзначити старі міста Берна та Люцерна, а також Шийонський замок.

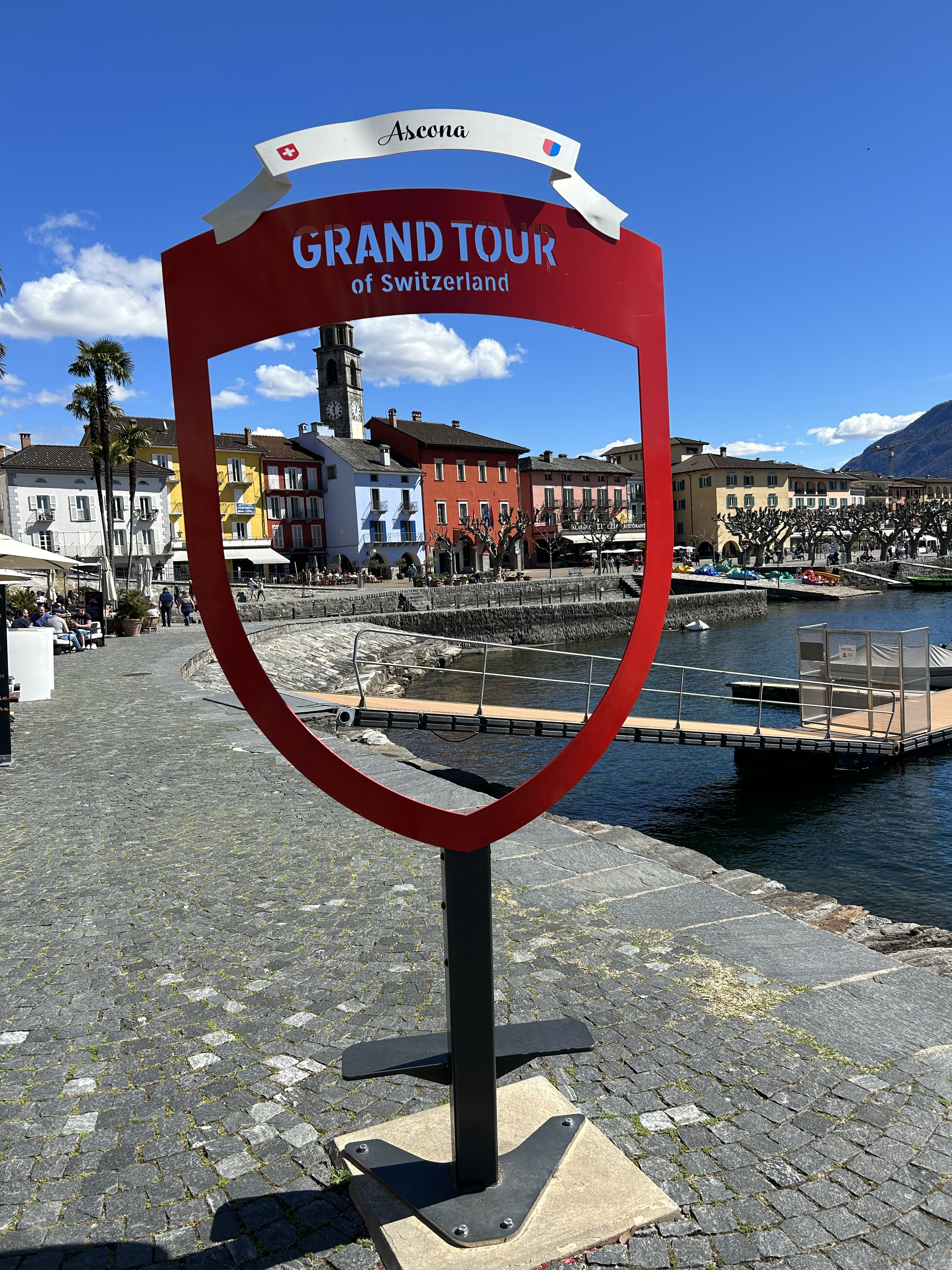
Аскона
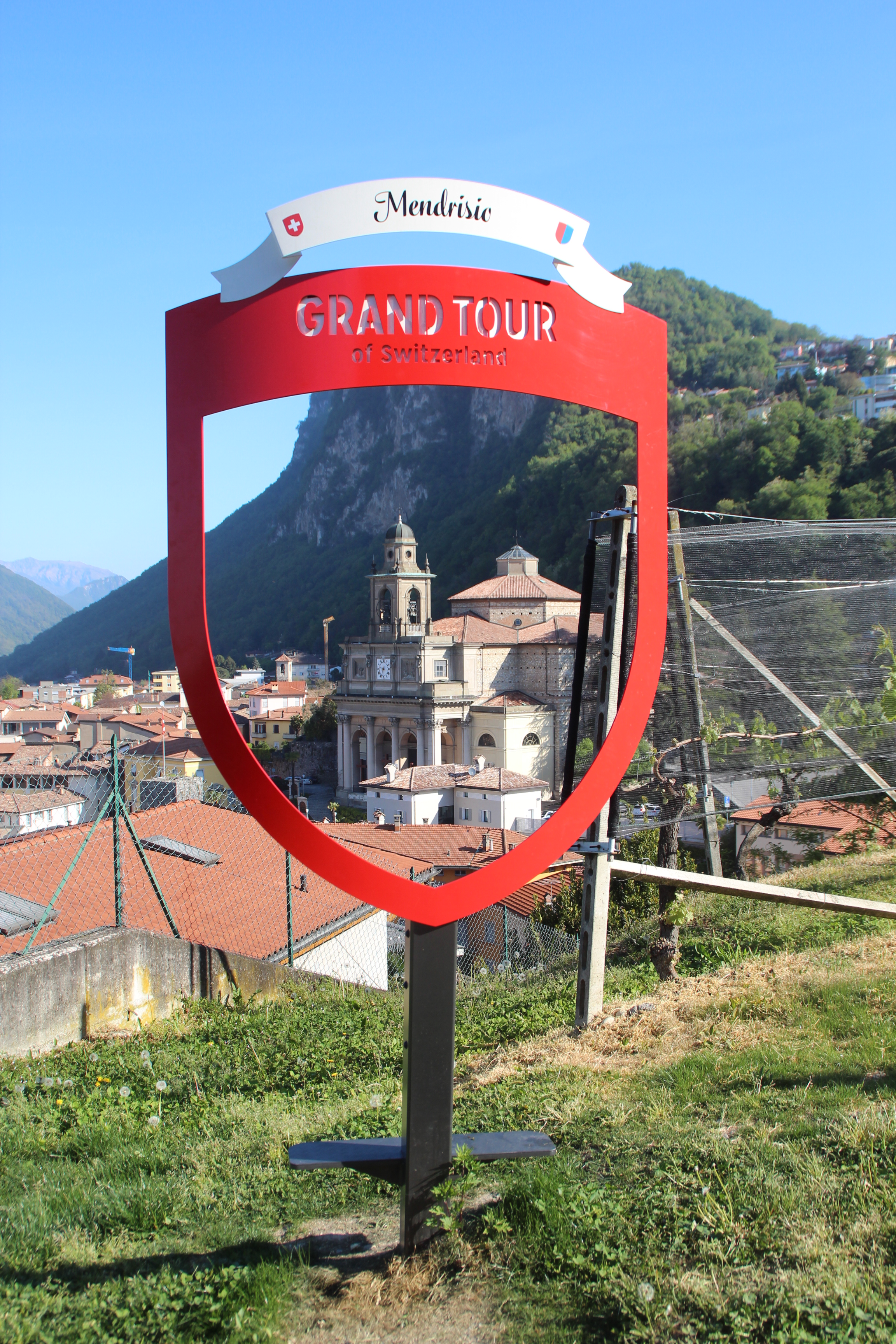
Мендрізіо
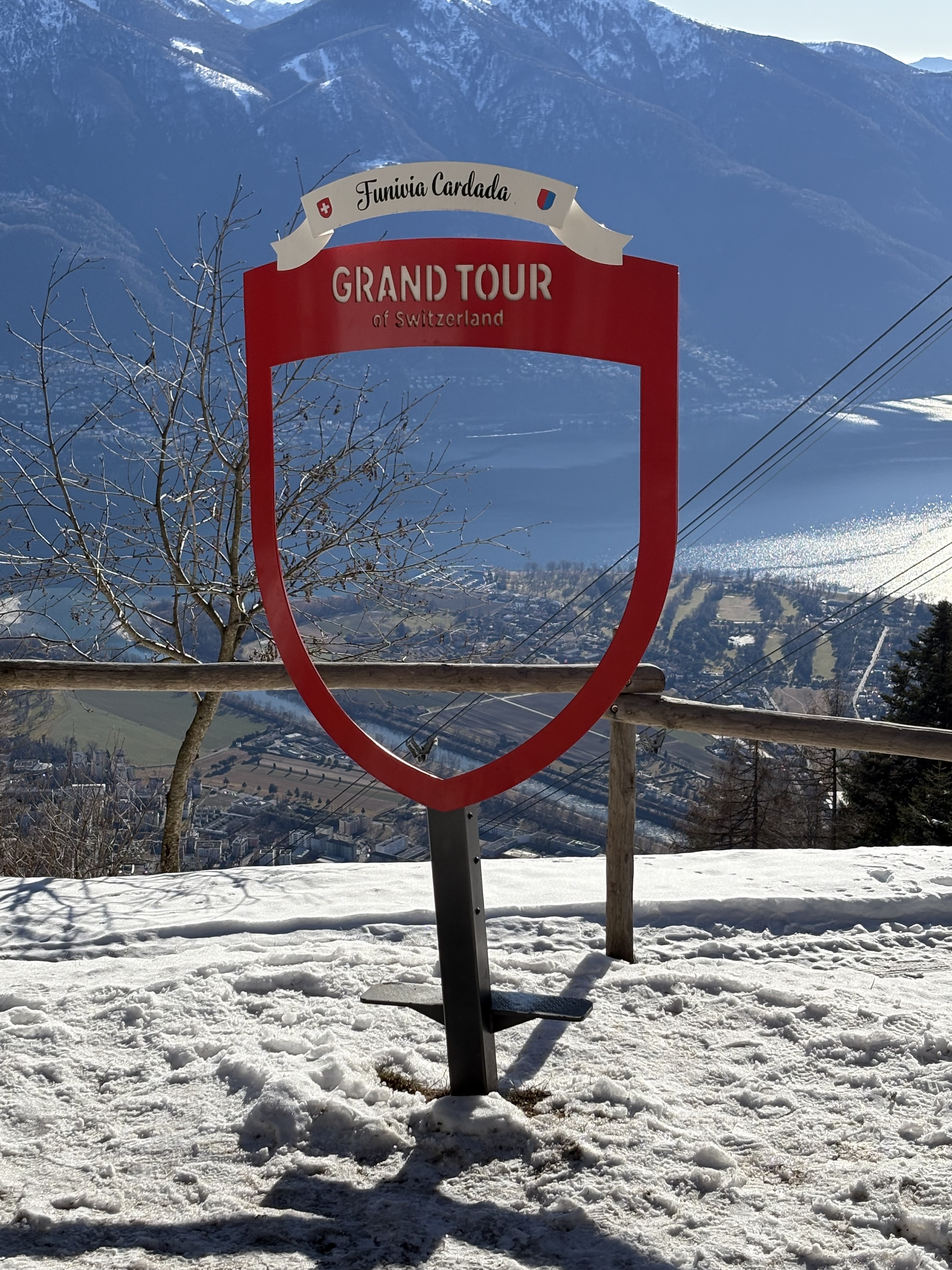
Кардада

## Особливості
Для шанувальників поїздів існує скорочений варіант подорожі під назвою Grand Train Tour of Switzerland (Великий залізничний тур Швейцарією). Цей тур, доступний цілий рік, має довжину близько 1285 кілометрів і веде до головних визначних місць швейцарської системи громадського транспорту. Тур є збіркою існуючих панорамних маршрутів, таких як Форальпен-Експрес або GoldenPass Line.
На всій довжині маршруту Grand Tour of Switzerland на різних станціях встановлені так звані Grand Tour Foto-Spots (фото-точки), наразі їх 65 (станом на листопад 2022 року). Ці точки у вигляді червоної рамки з декоративними елементами обрамляють різноманітні ландшафтні та архітектурні пам'ятки. Більшість фото-точок є безкоштовними, але для доступу до деяких, наприклад, до печер Святого Беата або Рейнського водоспаду, необхідно сплатити вхідний квиток.

## Критика
Критика Гранд-туру надходить від екологів. Для Зеленої партії Швейцарії незрозуміло, чому Швейцарський туризм заохочує автомобільний рух у горах. Транспортний клуб Швейцарії (VCS) вважає, що за наявності добре розвиненого громадського транспорту ідея автомобільного туру Швейцарією є застарілою.